# Ibrahima Fofana
Pour les articles homonymes, voir Fofana.
Ne doit pas être confondu avec Ibrahima Kassory Fofana.
Ibrahima Fofana, né le 12 janvier 1952 et mort le 16 avril 2010, était un syndicaliste guinéen.
Fofana a été élu dirigeant du Syndicat unifié des travailleurs guinéens en 1995. Il a joué un rôle clé dans la grève générale de janvier - février 2007, au cours de laquelle il a été blessé. Il a annoncé la fin de la première étape de la grève lors d'une émission télévisée en direct fin janvier,.
Ibrahima Fofana est mort dans un accident de voiture alors qu'il se rendait à Fria en 2010.